# فتحة الأنف الأمامية
فُتحة الأَنف الأَمامية العَظمية أَو الفُتحة الكُمثرية (بالإنجليزية: Anterior nasal aperture)‏ هيَ فُتحة عَظمية في جُمجمة الإنسان ذات شَكل يُشبه شَكل القَلب أو شَكل حبة الكُمثرى، وَيمتد مِحورها الطُولي امتدادًا رأسيًا، وهي ضَيقة النهاية نحوَ الأعلى.
تُحاط الفُتحة الأنفية الأمامية من الأعلى بالحَد السُفلي للعَظم الأنفي، وَتُحاط من الجَنب بحد رقيق حاد يَفصل الجُزء الأمامي لَها عن الجُزء الأنفي للفَك العَلوي، وَتحاط من الأسفل بِنفس الحَد.

## المَراجع
هذه المقالة تعتمد على مواد ومعلومات ذات ملكية عامة، من الصفحة رقم 196  الطبعة العشرين لكتاب تشريح جرايز لعام 1918.

1. ↑  نموذج تأسيسي في التشريح، QID:Q1406710